# رود هزارتو (ژاپن)
رود هزارتو (به لاتین: Maze River) یک رود در ژاپن است که در استان گیفو واقع شده‌است.